# Вінцентій Горецький
Вінцентій Горецький (часом також Гурецький, пол. Wincenty Gorecki, Górecki, 1845, Олешичі — 3 жовтня 1926, Львів) — архітектор.
Народився в місті Олешичі Підкарпатського воєводства. Протягом 1866—1870 років навчався у львівській Технічній академії. Працював у Технічному департаменті (будівельному відділі) Галицького намісництва у Львові. 1877 року іменований ад'юнктом, 1894 — радником, а 1902 — директором департаменту. У 1877—1890 роках та від 1893 року був членом Політехнічного товариства у Львові. У 1881—1884, 1887, 1896 роках входив до його правління. 1880 року виконував обов'язки скарбника товариства. Належав до Товариства для торгівлі і промислу. Входив до його правління. Член журі конкурсів на найкращий проект реконструкції львівської ратуші (1908), ескізів дому Ремісничої палати у Львові (1912). Помер у Львові.
Спроектував комплекс міської бійні у Львові, що на нинішній вулиці Промисловій 50/52. Збудований 1901 року. Складався із 40 будівель на площі 13 га. У конструкціях застосовано залізобетон. Потужності бійні дозволяли виробляти 150 тис. одиниць на рік.